# Erythroneura delicata
Erythroneura delicata är en insektsart som beskrevs av Mcatee 1920. Erythroneura delicata ingår i släktet Erythroneura och familjen dvärgstritar. Inga underarter finns listade i Catalogue of Life.